# Zaō
Der Zaō (japanisch 蔵王山, Zaō-san) ist ein komplexer Vulkan auf der Grenze zwischen der Präfektur Yamagata und der Präfektur Miyagi in Japan. An seinem Fuß liegt der Ort Zaō-Onsen.
Als Vulkangruppe setzt sich der Zaō überwiegend aus Schichtvulkanen, aber auch aus Lavadomen und Tuffkegeln zusammen. Aus historischer Zeit liegen zahlreiche Berichte über Vulkanausbrüche vor, die bis zurück ins 8. Jahrhundert nach Christus reichen. Die meisten dieser Ausbrüche nahmen ihren Ausgang vom Okama, ein Krater, der einen See mit stark saurem Wasser (pH-Wert von 1,3) enthält.
Der höchste Punkt ist der Lavadom Kumano mit 1841 Metern. Er liegt im Skigebiet Yamagata Zaō Onsen mit der für internationale Wettkämpfe genutzten Zaō-Schanze.
Neben seinem Skigebiet ist Zaō auch für seine „Eismonster“ (jap.: 樹氷 Juhyō, wörtlich „Baumeis“) bekannt. Damit werden die Bäume am Zaō im Winter bezeichnet, wenn sie durch vielfache Schneeschichten überzogen werden, die ihnen die Form monströser Gestalten verleihen. Die 1914 erstmals beschriebenen „Eismonster“ gelangten weltweit zu Bekanntheit, nachdem der berühmte deutsche Regisseur Arnold Fanck 1935 einen Dokumentarfilm über die vereisten Bäume am Zaō gedreht hatte. In Art der „Eismonster“ überfrorene Bäume sind nur vom Zaō in Yamagata bekannt und kommen weder am Fuji noch in den Japanischen Alpen vor. Als Grund dafür werden die besonderen Windverhältnisse, die Vegetation und die durchschnittliche Höhe der Schneedecke am Zaō genannt, die die Bildung der „Eismonster“ ermöglichen. Die Feuchtigkeit der aus Russland kommenden Luftmassen bleibt am Zaō hängen und friert an den Bäumen fest.
Mit den seit rund 2000 Jahren belegten heißen Badequellen zählt Zaō Onsen zu den ältesten Badeorten Japans. Pro Tag fördert die Schwefelquelle 8700 t heißes Wasser zutage. Das stark säurehaltige Wasser riecht aufgrund des Schwefelgehalts unangenehm, steht aber im Ruf, bei Hautkrankheiten zu helfen.
1979 fand in Zaō der 11. Interski-Kongress statt.
Mit den Gipfeln Jizo und Katta bildet der Zaō einen sich über 36 km von Norden nach Süden erstreckenden Gebirgszug. Durch die vielen kleinen Seen ist der Gebirgszug im Sommer ein beliebter Ort zum Wandern.
Zaō ist Namensgeber für den Asteroiden (5751) Zao.

## Daten zum Skigebiet
- Anzahl Abfahrten: 25 Abfahrten
- Anzahl Lifte: 42 Lifte
- Längste Abfahrt: 9000 m
- Pisteneinteilung: 40 % Anfänger, 40 % Mittlerer Anspruch, 20 % Profis

Galerie
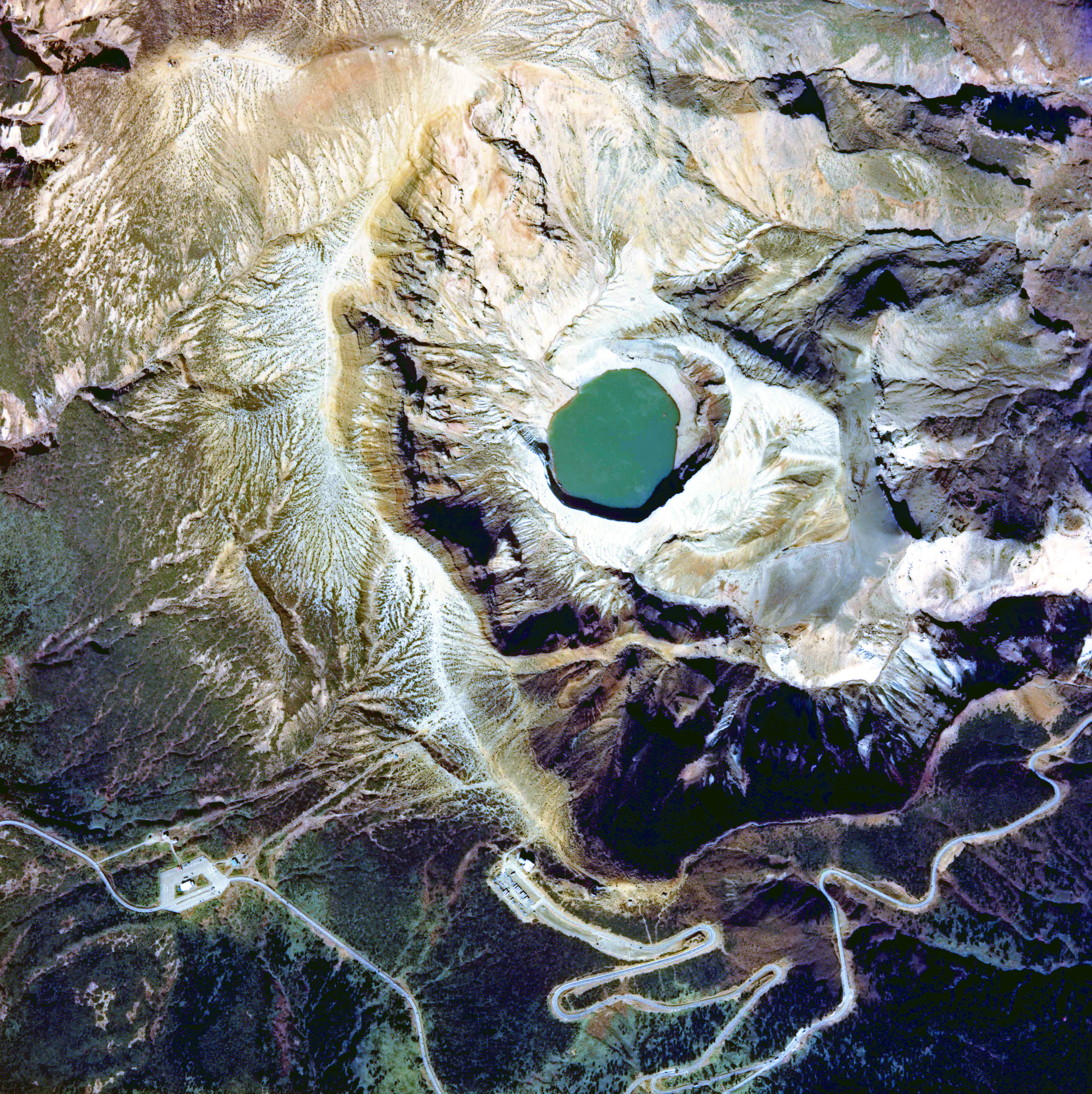
Krater Okama
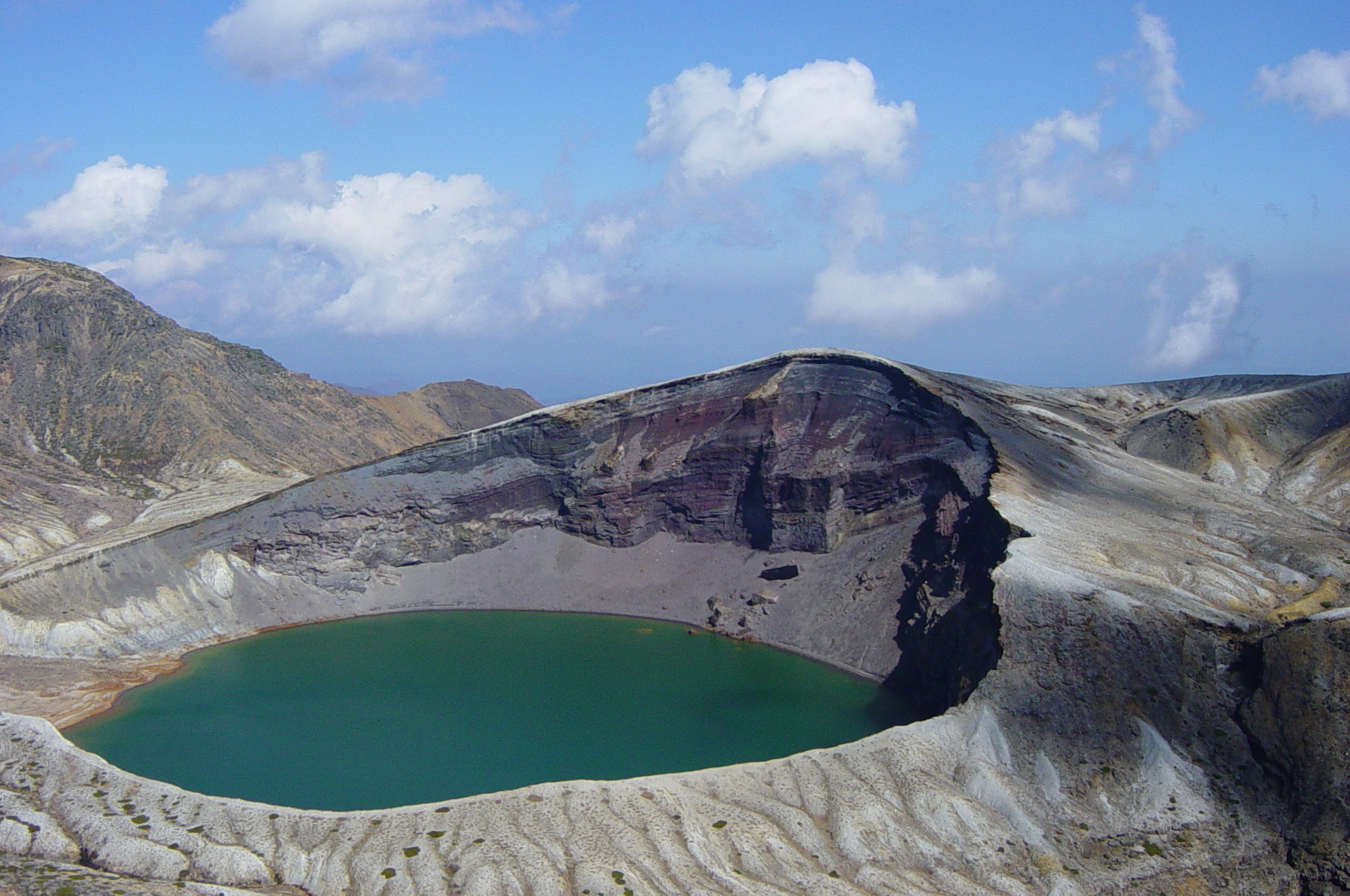
Kratersee Okama am Zaō
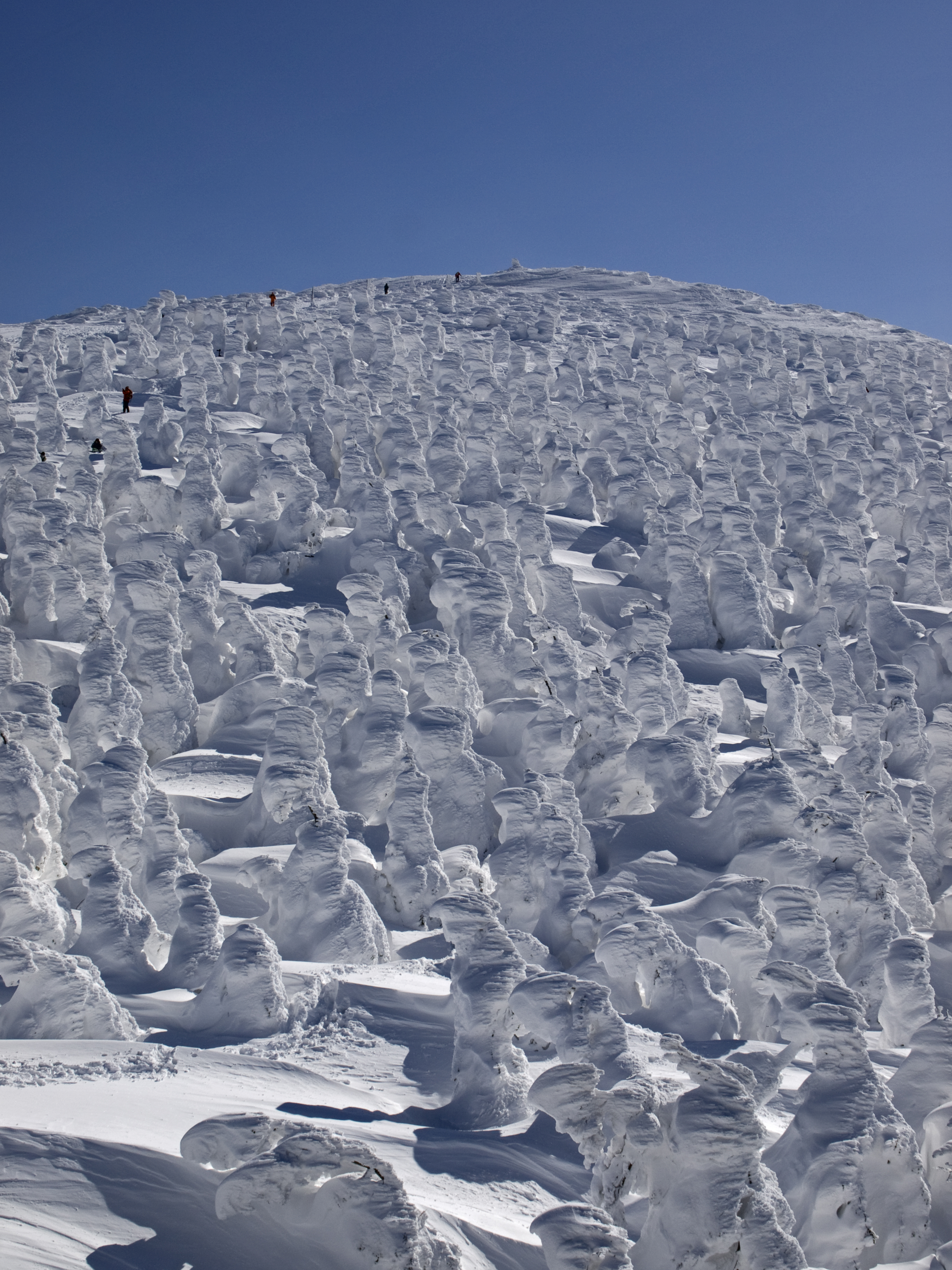
„Eismonster“ in Zaō Onsen
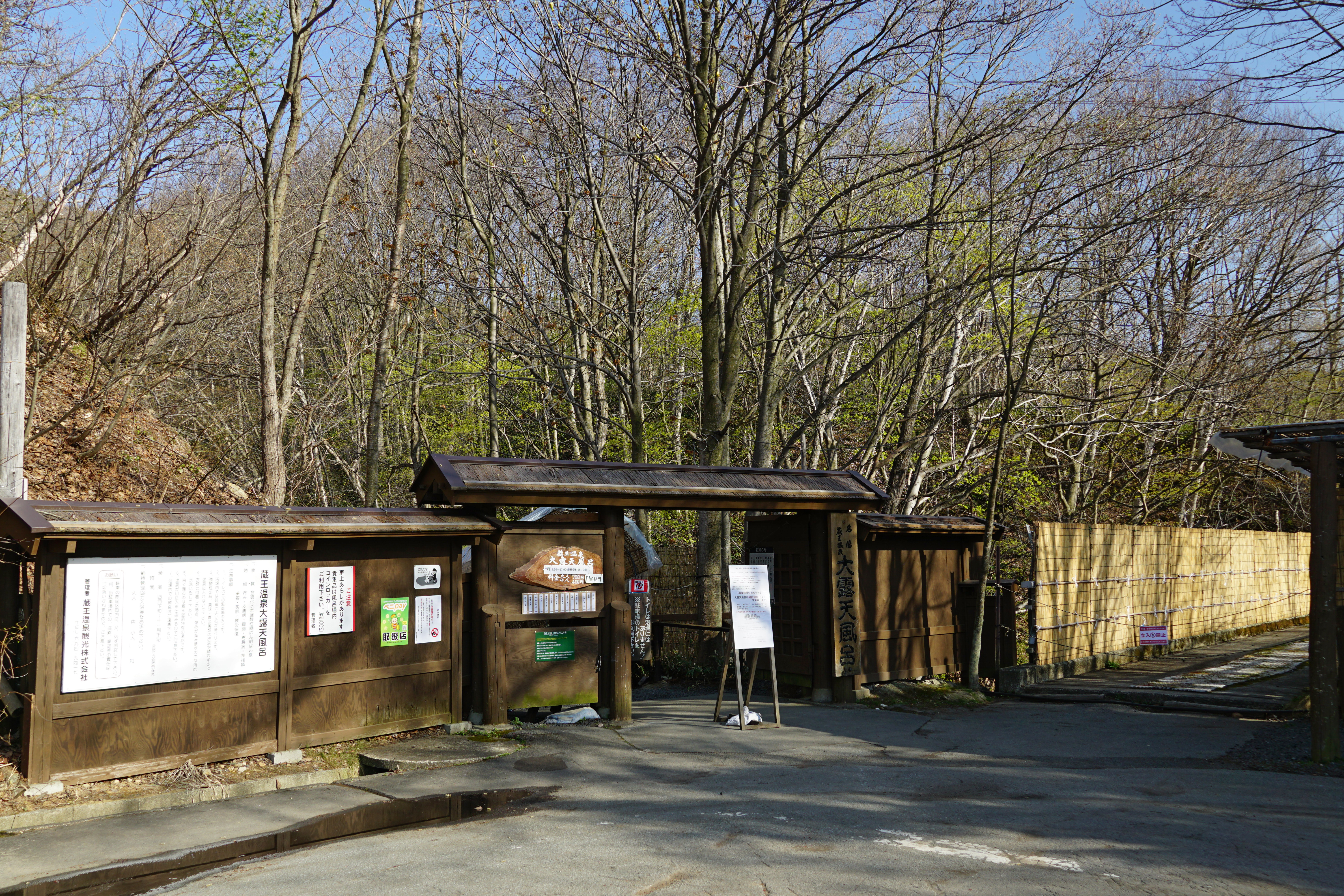
Eingang zum Freiluftbadeort Zaō Onsen
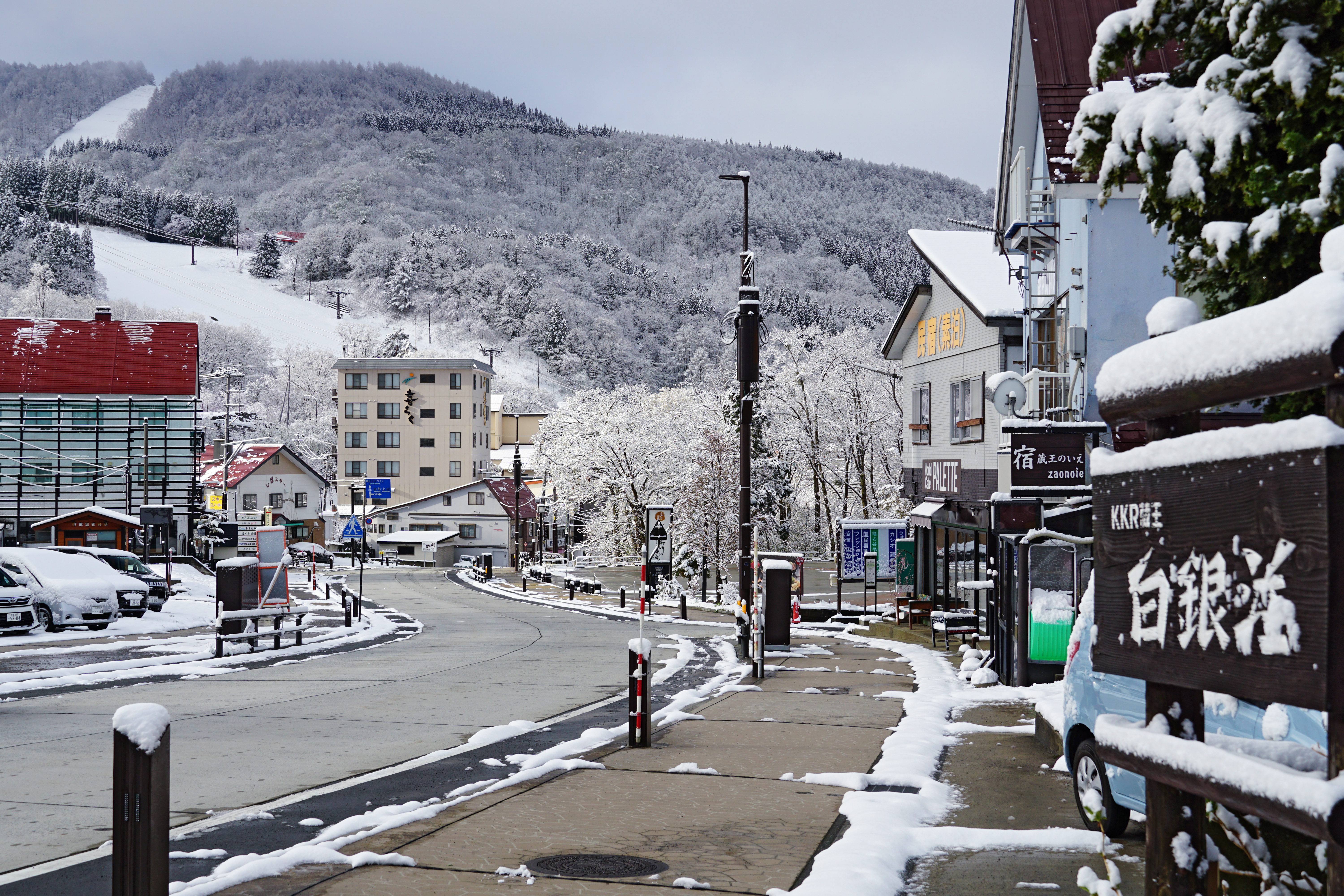
Juhyo-dori
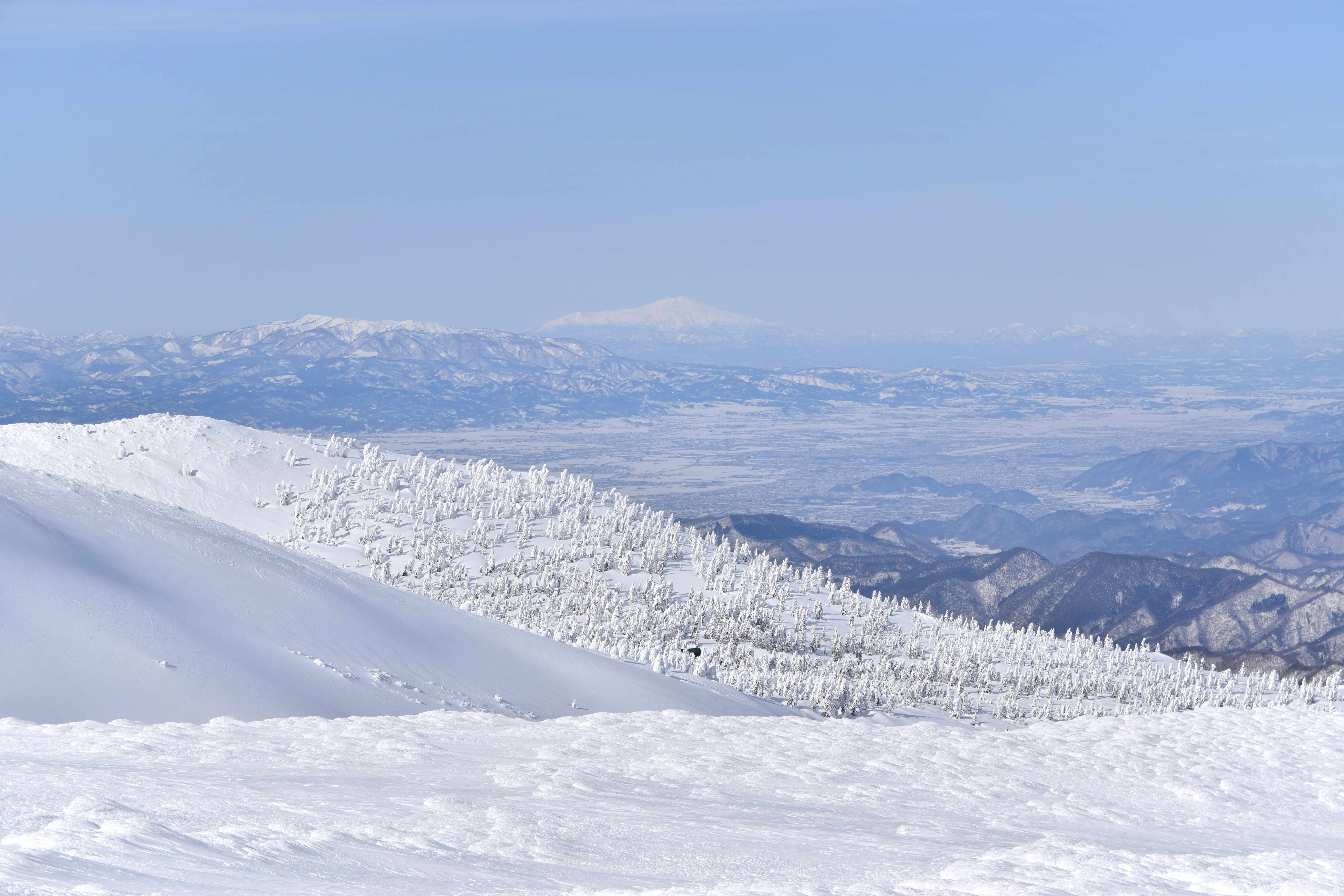
Mount Zaō im Winter